# OMSI オムニバスシミュレータ
『OMSI オムニバスシミュレータ』は、ドイツのMR-Softwareが開発、AEROSOFTが販売するバス専門のシミュレーションゲームである。

## 概要
2011年2月、Aerosoftはホームページからのダウンロード版、3月にDVD-ROM版を販売。
2012年の末、連節バス、マップエディタを備えるなどのバージョン2.0となるOMSI 2を発表。2013年12月、Steamで”OMSI 2: Steam Edition”として販売される。なお、ホームページからの購入も可能。

## ゲームの流れ
プレイヤーはバスのドライバーとしてバス停（車庫を含む）からバス停へと目的地まで乗客を運ぶ。経営や減点制の要素はないゲームである。天候や日時、IBIS情報などを設定し最初のバス停へと向かう。
バス停では乗客から要求されるチケットを販売することもできる。

## 付属するコンテンツ
本体購入時に付属されるマップは2種類、バスはMAN、SD200とSD202となる。
- Grundorf：練習用に作られた小規模の架空の村。
- Berlin-Spandau: 1980年、実在するドイツの首都ベルリン、シュパンダウを舞台とする町。

## アドオン
| 名称                                  | 種別               | 価格    | リリース日     | 評価（Steam) |
| ------------------------------------- | ------------------ | ------- | -------------- | ------------ |
| AI-Articulated Bus for Vienna         | AI-Articulated Bus | 無料    | 2014年7月22日  | 賛否両論     |
| City Bus O305                         | Map/Bus            | ¥ 1,980 | 2014年8月13日  | 好評         |
| Hamburg                               | Map/Bus            | ¥ 1,980 | 2014年9月11日  | ほぼ好評     |
| Vienna                                | Map/Bus            | ¥ 1,980 | 2014年10月15日 | ほぼ不評     |
| Three Generations                     | Map/Bus            | ¥ 980   | 2014年12月3日  | 非常に好評   |
| Chicago Downtown                      | Map/Bus            | ¥ 1,980 | 2015年6月17日  | 賛否両論     |
| Berlin X10                            | Map/Bus            | ¥ 2,480 | 2015年10月9日  | 非常に好評   |
| Vienna 1 - Line 24A                   | Map/Bus            | ¥ 1,980 | 2015年11月12日 | ほぼ好評     |
| Vienna 2 - Line 23A                   | Map/Bus            | ¥ 1,980 | 2015年11月12日 | 賛否両論     |
| Projekt Gladbeck                      | Map/Bus            | ¥ 3,480 | 2015年12月10日 | 賛否両論     |
| Downloadpack Vol. 1 - AI-vehicles     | AI-Vehicles        | ¥ 1,280 | 2016年1月19日  | ほぼ不評     |
| Citybus O405/O405G                    | Bus                | ¥ 1,480 | 2016年3月8日   | 非常に好評   |
| Citybus O305G                         | Bus                | ¥ 980   | 2016年3月8日   | 好評         |
| Strassenbahn NF6D Essen/Gelsenkirchen | Map/Tram           | ¥ 1,480 | 2016年7月28日  | 賛否両論     |
| MAN Citybus Series                    | Bus                | ¥ 1,780 | 2016年9月29日  | 非常に好評   |
| Aachen                                | Map/Bus            | ¥ 1,980 | 2016年10月13日 | 賛否両論     |
| Rheinhausen                           | Map/Bus            | ¥ 2,480 | 2016年10月27日 | 賛否両論     |
| Doppelgelenkbus AGG 300               | Bus                | ¥ 980   | 2016年12月1日  | 賛否両論     |
| Mallorca                              | Map/Bus            | ¥ 3,480 | 2016年12月15日 | ほぼ不評     |

## Mod
プレイヤーによって製作されている一部のModでシステムロケールをドイツ語に設定しないと正常に動作しない場合がある。
またModを有効にするにはファイルを上書きする状態となる。